# Edmond Kapllani
Edmond Kapllani (Durrës, 31 de julho de 1982) é um jogador de futebol albanês. Joga atualmente pelo clube FSV Frankfurt.